# Río Soto La Marina
El río Soto La Marina es un río costero de México de la vertiente del golfo de México. Pertenece a la cuenca del océano Atlántico, y fluye a través del estado de Tamaulipas. Su curso se extiende sobre 416 km y su cuenca abarca 21.183 km², siendo su caudal promedio anual de 2.086 millones de m³. Los 50 km finales de su recorrido son navegables.
Sus nacientes se localizan en la vertiente este de la Sierra Madre Oriental, resultando de la confluencia del río Purificación y del río Corona. Fluye en dirección este, y luego de cruzar la zona norte de la sierra de Tamaulipas, atraviesa el cañón de Boca de la Iglesia. En su curso superior, en ciertas zonas, es designado como río Blanco y río Purificación hasta su llegada a la población de  Padilla, donde entra al cuerpo de agua formado por la Presa Vicente Guerrero.
Al surgir de nuevo y continuar su curso, el río, con el nombre de Río Soto La Marina, discurre por la llanura costera, recibiendo el aporte del arroyo de Jiménez. Posteriormente su curso enfila en dirección sur y luego pasa por la localidad de Soto la Marina (9.389 hab. en 2010), donde recibe el aporte del arroyo Las Palmas. 
El río Soto La Marina desemboca en el golfo de México, concretamente en la  Laguna Madre. Algunos kilómetros antes de su desembocadura, se desarrolla el delta del río que posee dos ensenadas, la ensenada de las Garzas y la ensenada del Brito. 